# Astiphromma nitidum
Astiphromma nitidum là một loài tò vò trong họ Ichneumonidae.